# Chris Wondolowski
Christopher Elliott Wondolowski (* 28. ledna 1983) je bývalý americký fotbalový útočník,který naposledy v Major League Soccer hral za San Jose Earthquakes. Se 176 góly je historicky nejlepším střelcem MLS.

## Hráčská kariéra

### San Jose Earthquakes
Wondolowski byl draftován v roce 2005 na 41. místě týmem San Jose Earthquakes. V MLS si ale zahrál pouze dvakrát, převážně hrával za rezervu týmu, kde ve dvanácti utkáních vstřelil osm gólů.

### Houston Dynamo
Po roce 2005 byl tým San Jose přestěhován do Houstonu. V sezoně 2006 hrál Wondolowski opět převážně z rezervní tým. Svůj první gól v MLS vstřelil 30. srpna 2006 proti Chicagu Fire. V roce 2007 vstřelil gól v Lize mistrů mexickému CF Pachuca, Houstonu to ale nepomohlo a byl vyřazen. S Dynamem se v letech 2006 a 2007 stal mistrem MLS.

### Návrat do San Jose
Tým se San Jose byl v roce 2008 obnoven a v červnu 2009 se do něj vrátil i Wondolowski. Po příchodu začal dostávat více prostoru a ve čtrnácti zápasech si připsal tři góly. O rok později zažil jednu z nejlepších sezon v kariéře, ve 26 zápasech si připsal 18 gólů a dovedl Earthquakes do playoff. V lize nikdo nenasbíral více než 18 gólů a Wondolowski se stal králem střelců. O rok později zaznamenal 16 gólů, což sice stačilo na dělené první místo, Dwayne De Rosario ale zaznamenal více asistencí a získal tak korunu krále střelců. V sezoně 2012 připadla koruna opět Wondolowskému, se sedmadvaceti góly vyrovnal střelecký rekord Roye Lassitera a zároveň se stal historicky nejlepším střelcem San Jose. Za tento výkon si vysloužil cenu pro nejužitečnějšího hráče celé ligy. Jeho střelecká fazóna byla ovšem v roce 2013 zastavena zraněním nohy a vstřelil „pouze“ 13 gólů. V následující sezoně se stal třetím hráčem historie MLS, který v pěti po sobě jdoucích sezonách zaznamenal více než 10 gólů, v ročníku si jich připsal 14. Dne 24. května 2015 zaznamenal proti Orlandu stý gól v MLS a stal se devátým hráčem, který této mety dosáhl. Na konci sezony 2016 se stal prvním hráčem historie MLS, který v sedmi sezonách po sobě vsítil více než 10 gólů.

## Soukromý život
Wondolowski je po matce indián z kmene Kajovů. Jeho kmenové jméno je Bau Daigh, v překladu „válečník přicházející přes kopec“. Jeho dědeček z otcovy strany se do USA přestěhoval ve svých sedmi letech z polské Varšavy. Wondolowski je ženatý, s manželkou Lindsey má dvě dcery, Emersyn (* 2013) a Brynlee (* 2016). Má bratra Stephena, který hrál fotbal na postu obránce za Houston Dynamo.